# Greatest Hits (альбом Рики Мартина)
Greatest Hits — это альбом лучших хитов пуэрто-риканского певца Рики Мартина. Он был эксклюзивно выпущен в Великобритании 11 июля 2011.
Greatest Hits был выпущен за день до концерта Рики Мартина в Лондоне, который являлся частью его тура Música + Alma + Sexo World Tour. В этот сборник вошли все британские синглы: «Livin' la Vida Loca» (номер один в течение трёх недель; платиновая сертификация), «She Bangs» (номер три; серебряная сертификация), «Nobody Wants to Be Lonely» (номер четыре), «María» (номер шесть), «Private Emotion» (номер девять), «I Don’t Care» (номер одиннадцать), «Shake Your Bon-Bon» (номер двенадцать), «Loaded» (номер девятнадцать) и «The Cup of Life» (номер двадцать один).
В альбом также вошли «The Best Thing About Me Is You» при участии британской певицы Джосс Стоун и «Más» (Wally Bilingual Remix). «The Best Thing About Me Is You» альбомная версия «Más» были изначально включены в альбом Música + Alma + Sexo (2011). Альбом дебютировал двадцать четвёртым номером в UK Albums Chart с продажами 5083 копий.

## Список композиций
| №   | Название                                                      | Автор(ы)                                                                  | Продюсер(ы)                               | Длительность |
| --- | ------------------------------------------------------------- | ------------------------------------------------------------------------- | ----------------------------------------- | ------------ |
| 1.  | «Livin' la Vida Loca»                                         | Луис Гомес Эсколар, Дезмонд Чайлд, Драко Роса                             | Чайлд, Роса                               | 4:03         |
| 2.  | «María» (Pablo Flores Spanglish Radio Edit)                   | Эсколар, К.К. Портер, Ян Блейк                                            | Блейк, Портер, Хавьер Гарза, Пабло Флорес | 4:29         |
| 3.  | «She Bangs»                                                   | Чайлд, Уолтер Афанасьефф, Роса, Гленн Монроиг, Джулия Сьерра, Дэнни Лопес | Роса, Афансьефф                           | 4:40         |
| 4.  | «Shake Your Bon-Bon»                                          | Чайлд, Роса, Джордж Норьега                                               | Норьега, Роса                             | 3:09         |
| 5.  | «Nobody Wants to Be Lonely» (с Кристиной Агилерой)            | Чайлд, Виктория Шоу, Гэри Берр                                            | Афансьефф                                 | 4:09         |
| 6.  | «The Cup of Life» (Crowd Noise)                               | Эсколар, Чайлд, Роса                                                      | Чайлд, Роса                               | 4:31         |
| 7.  | «La Bomba»                                                    | Эсколар, Портер, Роса                                                     | Портер, Роса                              | 4:34         |
| 8.  | «I Don't Care» (при участии Fat Joe и Amerie)                 | Джо Картагена, Скотт Сторч, Шон Гаретт                                    | Сторч                                     | 3:51         |
| 9.  | «Private Emotion» (с Meja)                                    | Роб Хайман, Эрик Бэзилиэн                                                 | Чайлд, Роса                               | 4:00         |
| 10. | «She's All I Ever Had»                                        | Джон Секада, Роса, Норьега                                                | Норьега, Секада, Роса, Афансьефф          | 4:55         |
| 11. | «Come to Me»                                                  | Роса, Дэвид Резник, Джеймс гуд                                            | Эмильо Эстефан, Норьега                   | 4:31         |
| 12. | «The Best Thing About Me Is You» (при участии Джосс Стоун)    | Чайлд, Рики Мартин, Базилиан, Андреас Карлссон                            | Чайлд                                     | 3:35         |
| 13. | «Spanish Eyes/Lola, Lola (Medley)» (Музыка из One Night Only) | Эсколар, Чайлд, Портер, Роса, Блейк                                       | Чайлд, Портер, Роса                       | 5:46         |
| 14. | «Loaded» (George Noriega Radio Edit 2)                        | Секада, Роса, Норьега                                                     | Эстефан, Норьега, Роса                    | 3:48         |
| 15. | «It's Alright»                                                | Дэнни Лопес, Джордж Пахон, мл., Хавьер Гарсия, Сорайя Ламилла             | will.i.am, Лопес, Махон, Мартин           | 3:31         |
| 16. | «Pégate» (MTV Unplugged Version Radio Edit)                   | Рой Таваре, Мартин, Томми Торрес                                          | Торрес, Дэвид Кабрера                     | 3:10         |
| 17. | «Más» (Wally Bilingual Remix)                                 | Чайлд, Мартин, Клаудиа Брант, Tainy, Феррас Алкаси                        | Чайлд, Уолли Лопес                        | 4:29         |

## Чарт
| Чарт (2011)     | Наивысшая позиция |
| --------------- | ----------------- |
| UK Albums Chart | 24                |

## История релиза
| Регион         | Дата         | Лейбл    | Формат | Каталог     |
| -------------- | ------------ | -------- | ------ | ----------- |
| Великобритания | 11 июля 2011 | Columbia | CD     | 88697940302 |